# シェリーフ・イスマイール
シェリーフ・イスマイール・ムハンマド（アラビア語: شريف إسماعيل、1955年7月6日 - 2023年2月4日）は、エジプトの政治家。

## 経歴
アイン・シャムス大学で機械工学を学び、1978年に卒業。石油や天然ガス関係の国営企業で管理職を歴任した。2002年に設立されたエジプト石油化学持株会社 (ECHEM) で上級副会長や会長を務めた後、エジプト天然ガス持株会社 (EGAS) の会長に任命された。
その後、イスマイールは国営の石油持株会社であるガヌーブ・エル・ワーディ石油持株会社 (GANOPE) の社長や会長を務めた。2013年7月16日、シェリーフ・ハッサン・ハッダーラの後任としてハーゼム・エル＝ベブラーウィー暫定内閣の石油相に指名された。2015年9月19日から、同国の首相を務める。
2018年6月2日にアブドルファッターフ・アッ＝シーシー大統領の2期目が開始したことに伴い、6月5日に首相辞任を表明。
2023年2月4日、エジプト政府がイスマイールの訃報を発表した。67歳没。